# Bonatea antennifera
Bonatea antennifera là một loài thực vật có hoa trong họ Lan. Loài này được Rolfe mô tả khoa học đầu tiên năm 1905.

## Hình ảnh

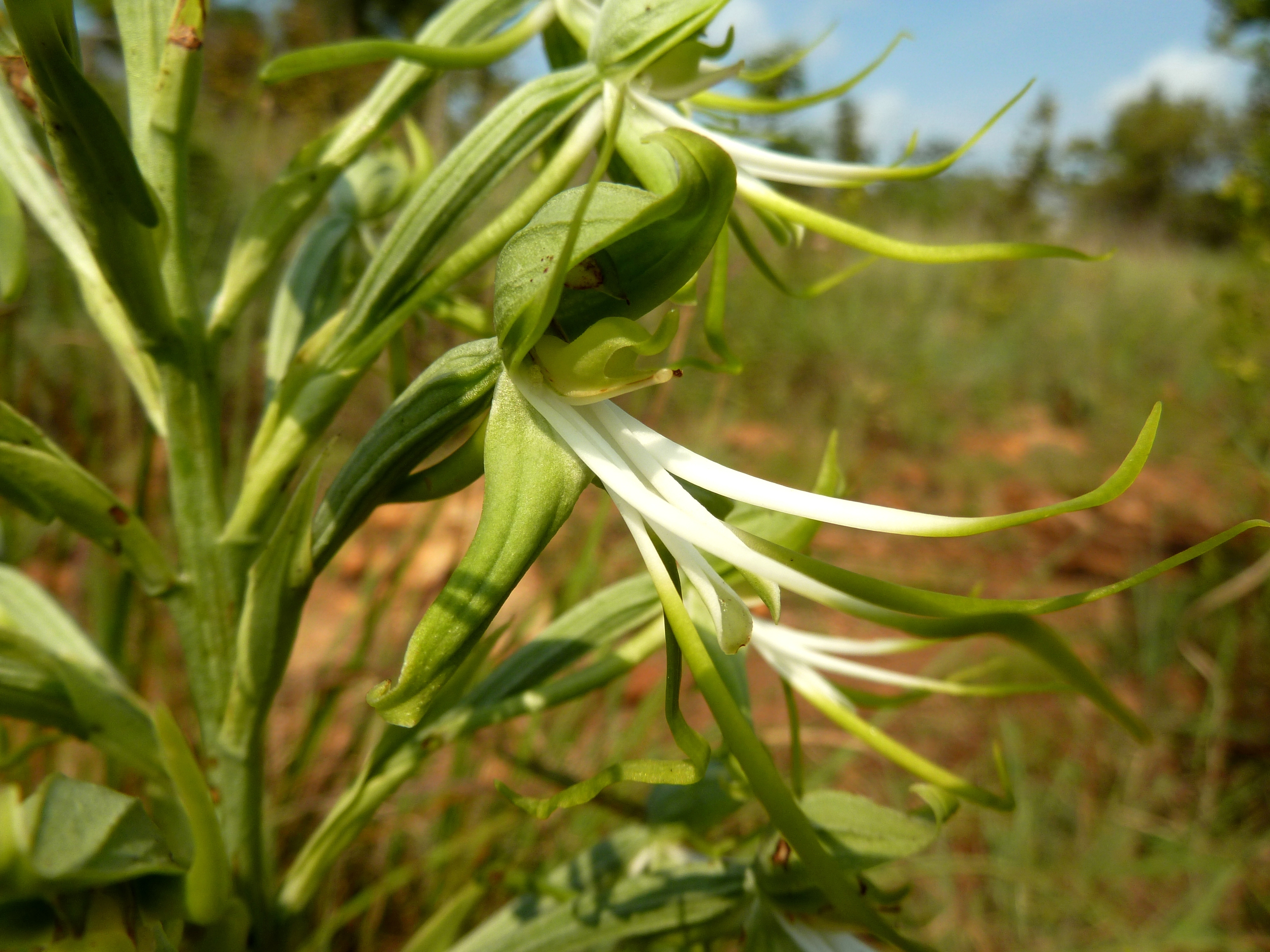
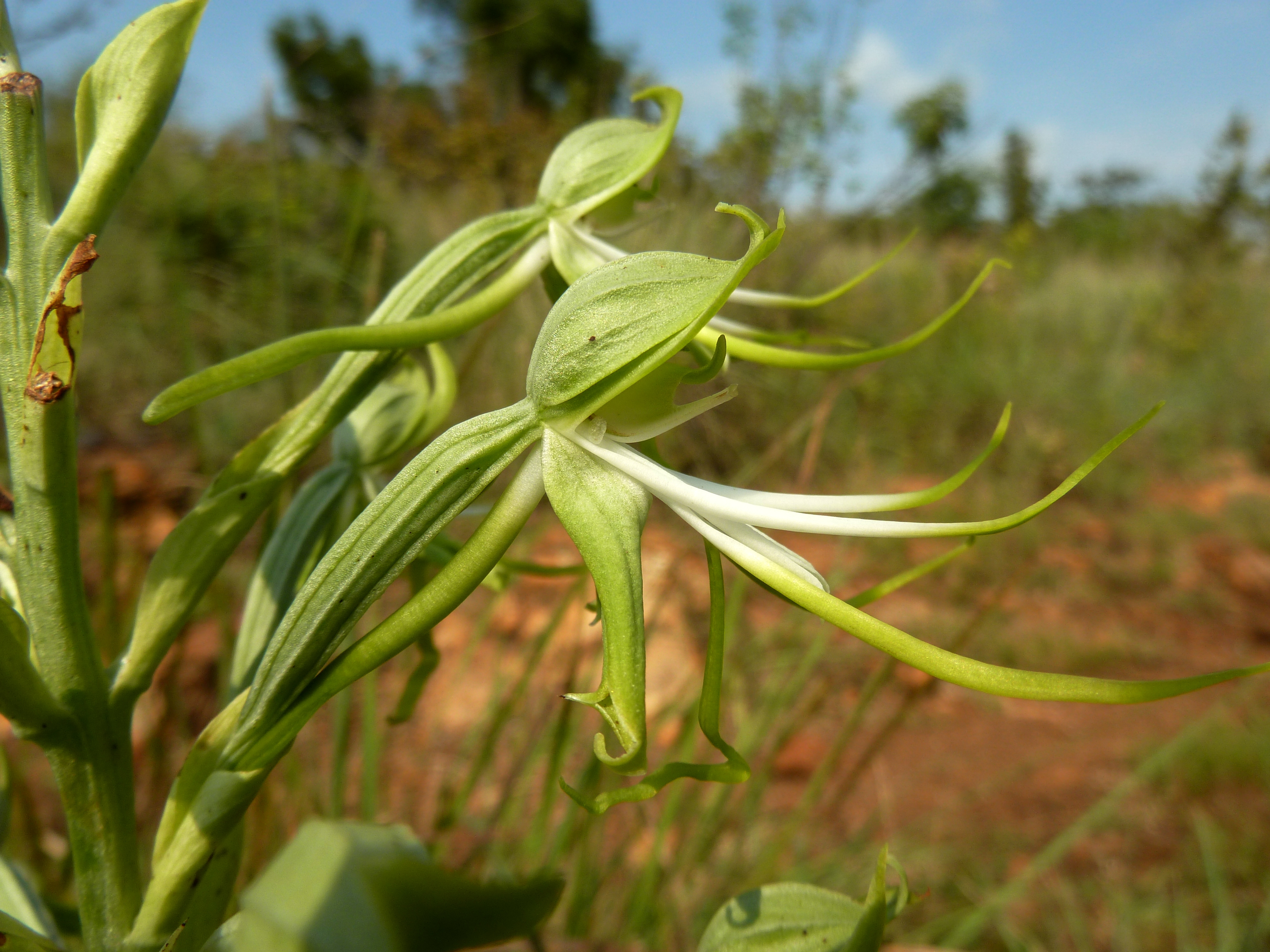
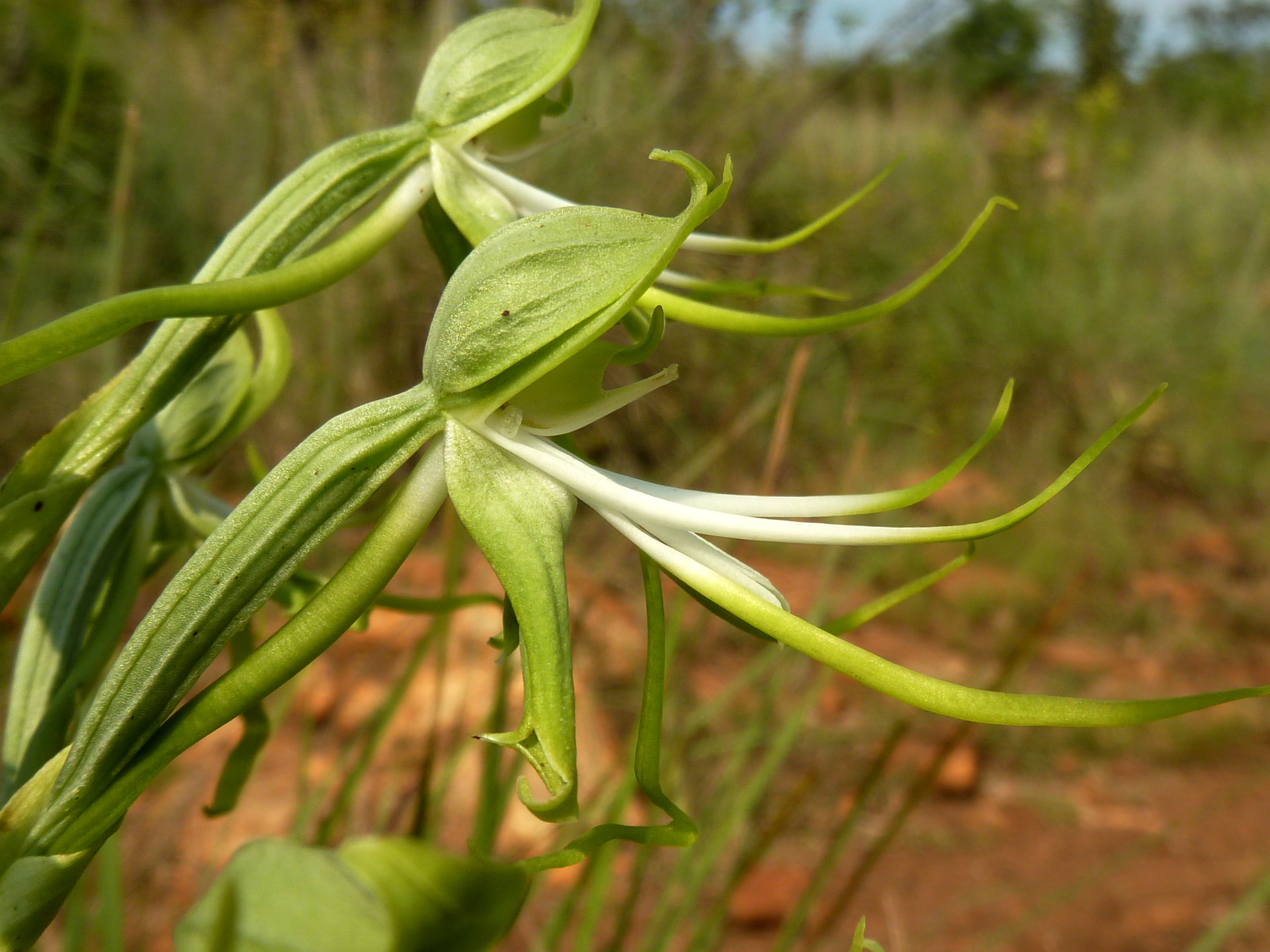